# 薩伏依的瑪麗亞·特蕾莎 (1803-1879)
薩伏依的瑪麗亞·特蕾莎·费尔南达·菲莉丝塔·盖坦娜·皮娅（義大利語：Maria Teresa Fernanda Felicitas Gaetana Pia di Savoia，1803年9月19日—1879年7月16日）是两西西里王国王后和意大利撒丁王国公主。她的丈夫是帕尔马公国大公卡洛二世。
瑪麗亞·特蕾莎公主是撒丁国王維托里奧·埃馬努埃萊一世和奥地利妻子的雙胞胎女儿之一，同胞妹妹是日后的神圣罗马皇后瑪麗亞·安娜。她们出生后由教宗庇護七世亲自受洗。
1820年，她在和卡洛二世结婚并生下一子一女。据说她和卡洛夫妇虽然郎才女貌，但两人因性格迥异而婚姻不幸福。瑪麗亞·特蕾莎十分虔誠，卡洛則沉迷女色和玩乐。他的多次不忠使她心灰意冷，也慢慢地退出宫廷生活。